# ایزو ریوولتا
ایزو ریوولتا (انگلیسی: Iso Rivolta) شرکت خودروسازی ایتالیایی بود، که در سال ۱۹۳۸ تأسیس و در سال ۱۹۷۴ منحل شد.